# Milesia insistens
Milesia insistens är en tvåvingeart som beskrevs av Charles Howard Curran 1931. Milesia insistens ingår i släktet Milesia och familjen blomflugor. Inga underarter finns listade i Catalogue of Life.